# Paul Costa
Paul Costa (* 4. Mai 1971 in Mount Beauty) ist ein ehemaliger australischer Freestyle-Skier. Er startete in der Buckelpisten-Disziplin Moguls.

## Werdegang
Costa trat im Dezember 1991 in Zermatt erstmals im Freestyle-Skiing-Weltcup an, wobei er den 25. Platz im Moguls errang und nahm bis 1994 an 26 Weltcups teil. Sein bestes Ergebnis dabei erreichte er im März 1993 mit dem neunten Platz in Oberjoch. Bei den Weltmeisterschaften 1993 in Altenmarkt-Zauchensee verpasste er als Vierter nur knapp eine Medaille und belegte bei den Olympischen Winterspielen 1994 in Lillehammer den 26. Platz im Moguls-Wettbewerb. Sein Bruder Adrian Costa war ebenfalls als Freestyle-Skier aktiv.

## Erfolge

### Olympische Spiele
- 1994 Lillehammer: 26. Platz Moguls

### Weltmeisterschaften
- 1993 Altenmarkt: 4. Platz Moguls

### Weltcup-Gesamtplatzierungen
Costa nahm an 26 Weltcups teil und erreichte eine Top-Zehn-Platzierung.
| Saison  | Gesamt | Gesamt | Moguls | Moguls |
| Saison  | Punkte | Platz  | Punkte | Platz  |
| ------- | ------ | ------ | ------ | ------ |
| 1991/92 | 2      | 104.   | 15     | 43.    |
| 1992/93 | 14     | 93.    | 124    | 34.    |
| 1993/94 | 13     | 93.    | 104    | 39.    |